# 達奇敦 (密蘇里州)
達奇敦（英語：Dutchtown）是位於美國密蘇里州開普吉拉多縣的普查規定居民點。

## 歷史
達奇敦的郵局自1870年營運至今。

## 人口
根據2020年美國人口普查的數據，達奇敦的面積為4.61平方千米，皆為陸地。當地共有人口163人，而人口密度為每平方千米35.36人。